# 은비령
〈은비령〉(銀飛領)은 1996년에 발표된 이순원의 단편소설이다. 이 소설로 이순원은 1997년 제42회 현대문학상을 수상하였다.

## 개요
남녀의 사랑 이야기를 다룬 소설이며, 과부인 여자와 별거 중인 남자가 만나 이루어지는 중년의 사랑을 다루고 있다. 그러나 이 두 사람 간에는 죽은 친구에 대한 심적 부담이 가로막고 있고, 남자는 이 심적 부담감을 떨쳐내기 위해 길을 떠나는데 처음엔 격포로 가려다가 눈 소식을 듣고 은비령으로 향한다. 그러나 은비령에서 차가 고장나버리고 다음날 여자가 뒤쫓아온다. 두 사람은 "은자당"에서 한 방을 쓰게 되는데, 어색한 자리를 피하기 위해 밤산책을 나오고 은하계와 2천 5백만년 주기로 되풀이되는 만남에 대한 이야기를 들은 후 다음날 여자 혼자 떠난다.
이순원은 이 소설을 쓸 때 서해훼리호 침몰 사고, 때아닌 눈이 내리는 이상기후를 모티프로 삼고 교통방송의 멘트를 인용해 사실성을 더했다고 한다.

## 배경 장소
배경 장소로 나온 은비령이라는 고개는 본래 지명에 존재하지 않는 고개다. 소설 속 배경이 된 이 고개의 실제 위치는 강원특별자치도 인제군 인제읍 귀둔리와 양양군 서면을 잇는 곳에 위치하며 한계령 고개 바로 아래에 위치하고 있다. 대동여지도에는 '필노령'이라고 기록되어 있는데 의미는 노력을 아끼는 고갯길, 즉 지름길이라는 뜻이다. 하지만 한계령보다 길이 험해 정말 촌각을 다툴 정도의 급한 일이 아니면 이 고개를 이용하는 건 피했다고 한다. 또한 현지 주민들은 이 고개를 '피래고개'라고도 했다고 한다.
이 고갯길은 이후 군용 도로로 이용되어 오랫동안 비포장인 상태로 유지되다가 이순원이 소설을 발표할 즈음에 도로가 포장되었다. 한편 이 고개에 '은비령'이라는 명칭은 같은 명칭의 소설을 지은 이순원이 직접 붙인 것이라고 한다. 또한 이후에 이 고갯길 중간에 위치한 필례약수가 유명해지면서 이 고개 또한 유명세를 타게 되었으며, 지금은 필례약수, 원대리 자작나무 숲과 함께 둘러보는 관광 명소가 되었다.